# Magnolia montana
Magnolia montana är en magnoliaväxtart som först beskrevs av Carl Ludwig von Blume, och fick sitt nu gällande namn av Richard B. Figlar. Magnolia montana ingår i släktet Magnolia och familjen magnoliaväxter. Inga underarter finns listade i Catalogue of Life.

## Bildgalleri

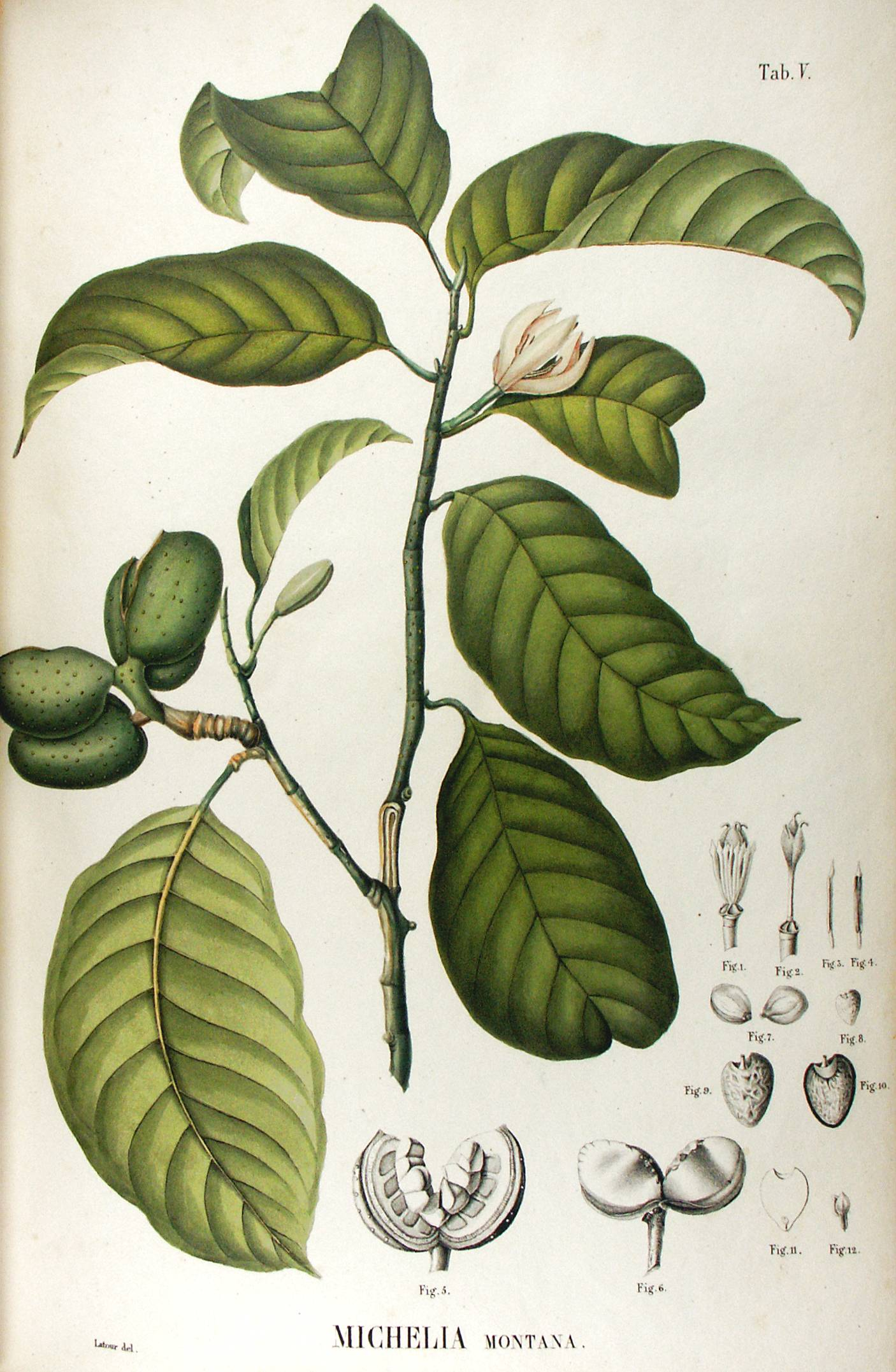